# ミノヒラムシ
ミノヒラムシ（学名：Thysanozoon blocchii）は、ニセツノヒラムシ科ミノヒラムシ属に分類されるヒラムシの一種。

## 分布と生息地
アメリカ合衆国、イギリス、地中海、南アフリカ共和国、インド、日本、ニュージーランドで発見されており、非常に広い海域に分布する。水深35 m以浅の岩場や藻場に生息する。

## 形態
全長は最大8 cm。体色は淡く、縁はピンク色。背面にはピンク色や茶色の突起が並んでおり、頭部には小さく突き出たひだがある。

## 生態
体を波打たせて泳ぐ。背中の突起は酸素の吸収効率を高め、擬態にも役立っている。